# A1 Ethniki allenatore dell'anno

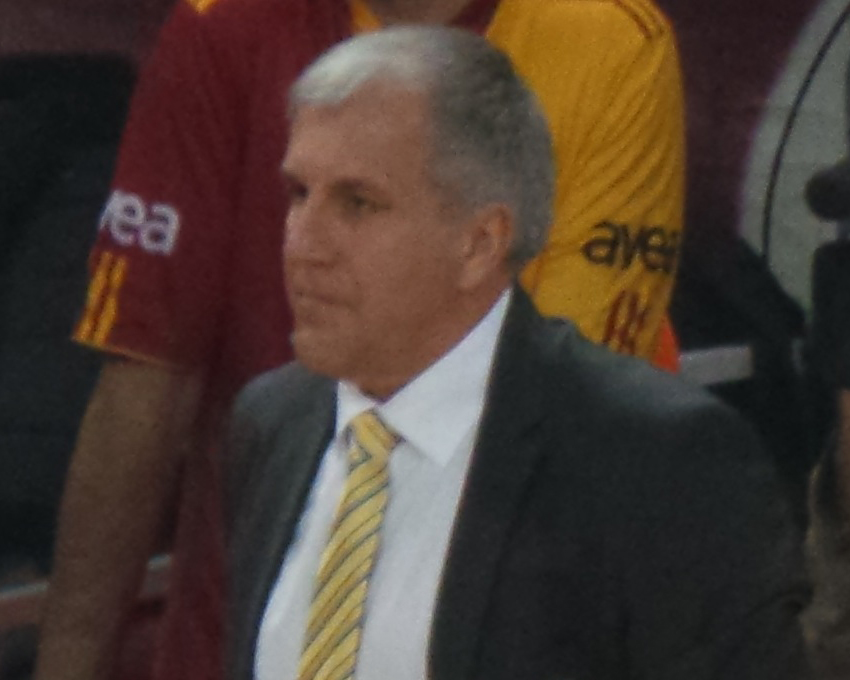
Željko Obradović, 4 volte vincitore con il Panathinaikos.

La A1 Ethniki allenatore dell'anno è il premio conferito dalla A1 Ethniki al miglior allenatore della stagione regolare.

## Vincitori
| Stagione  | Nazionalità   | Giocatore                                | Squadra              |
| --------- | ------------- | ---------------------------------------- | -------------------- |
| 1996-1997 | Jugoslavia    | Dušan Ivković                            | Olympiakos           |
| 1997-1998 | Grecia        | Slobodan Subotić                         | Panathīnaïkos        |
| 1998-1999 | Grecia        | Slobodan Subotić (2)                     | Panathīnaïkos        |
| 1999-2000 | Jugoslavia    | Željko Obradović                         | Panathīnaïkos        |
| 2000-2001 | Grecia        | Argyrīs Pedoulakīs                       | Peristeri            |
| 2001-2002 | Grecia        | Kostas Pilafidis                         | Īraklīs Salonicco    |
| 2002-2003 | Grecia        | Argyrīs Pedoulakīs (2)                   | Peristeri            |
| 2003-2004 | Grecia        | Panagiōtīs Giannakīs                     | Maroussi             |
| 2004-2005 | Serbia        | Željko Obradović (2)                     | Panathīnaïkos        |
| 2005-2006 | Grecia        | Panagiōtīs Giannakīs (2)                 | Maroussi             |
| 2006-2007 | Grecia        | Giōrgos Mpartzōkas                       | Paniōnios            |
| 2007-2008 | Grecia        | Soulīs Markopoulos                       | Maroussi             |
| 2008-2009 | Serbia        | Željko Obradović (3)                     | Panathīnaïkos        |
| 2009-2010 | Grecia        | Giōrgos Mpartzōkas (2)                   | Maroussi             |
| 2010-2011 | Serbia        | Željko Obradović (4)                     | Panathīnaïkos        |
| 2011-2012 | Grecia Serbia | Giōrgos Mpartzōkas (3) Dušan Ivković (2) | Paniōnios Olympiakos |
| 2012-2013 | Grecia        | Argyrīs Pedoulakīs (3)                   | Panathīnaïkos        |
| 2013-2014 | Grecia        | Soulīs Markopoulos (2)                   | PAOK Salonicco       |
| 2014-2015 | Grecia        | Giannīs Sfairopoulos                     | Olympiakos           |
| 2015-2016 | Grecia        | Dīmītrīs Priftīs                         | Aris Salonicco       |
| 2016-2017 | Spagna        | Xavier Pascual Vives                     | Panathīnaïkos        |
| 2017-2018 | Spagna        | Xavier Pascual Vives (2)                 | Panathīnaïkos        |
| 2018-2019 | Grecia        | Makīs Giatras                            | Promitheas           |
| 2019-2020 | Non assegnato | Non assegnato                            | Non assegnato        |
| 2020-2021 | Grecia        | Chrīstos Serelīs                         | Lavrio               |
| 2021-2022 | Grecia        | Fōtīs Takianos                           | Larisa               |
| 2022-2023 | Grecia        | Giōrgos Mpartzōkas (4)                   | Olympiakos           |
| 2023-2024 | Turchia       | Ergin Ataman                             | Panathīnaïkos        |
| 2024-2025 | Italia        | Massimo Cancellieri                      | PAOK Salonicco       |